# 데시데리우시 베인
데시데리우시 베인(영어: Desiderius Wein, 헝가리어: Wein Dezső, 1873년 1월 19일 ~ 1944년 6월 5일)은 헝가리의 내과의이며 아테네에서 열린 1896년 하계 올림픽에 출전한 체조 선수이기도 하다.
베인은 도마, 안마, 철봉, 평행봉 종목에 출전했으나 메달은 따지 못했으며 정확한 순위 또한 알지 못한다. 그는 부다페스트에서 사망했다.

## 참고 문헌
- Mallon, Bill; & Widlund, Ture. 《The 1896 Olympic Games. Results for All Competitors in All Events, with Commentary》. McFarland. ISBN 0-7864-0379-9. (발췌록은 에서 볼 수 있음.)